# Xã Boone, Quận Hancock, Iowa
Xã Boone (tiếng Anh: Boone Township) là một xã thuộc quận Hancock, tiểu bang Iowa, Hoa Kỳ. Năm 2010, dân số của xã này là 179 người.